# الجید، سوریه
الجید (به عربی: الجید) یک روستا در سوریه است که در ناحیه قلعه المضیق واقع شده‌است. الجید ۲٬۲۴۲ نفر جمعیت دارد.